# Chiesa di San Giorgio Martire (Comano, Italia)
La chiesa di San Giorgio Martire, o anche solo chiesa di San Giorgio, è la parrocchiale di Comano, in provincia di Massa-Carrara e diocesi di Massa Carrara-Pontremoli; fa parte del vicariato di Aulla.

## Storia
L'originario luogo di culto a servizio del borgo altomedievale di Comano fu costruito probabilmente già nel IX secolo, ma fu citato per la prima volta soltanto nelle Decime bonifaciane del 1296-1297 tra le cappelle dipendenti dalla vicina pieve di Crespiano.
L'edificio si deteriorò profondamente nel corso del XVI secolo, tanto che nel resoconto della visita pastorale del 1568 il vescovo di Luni-Sarzana ne stabilì la ricostruzione in una posizione diversa da quella originaria; tuttavia, la nuova chiesa fu eretta solo successivamente, forse verso il 1627, anno in cui fu aggiunto il tabernacolo. La facciata barocca fu invece completata esattamente un secolo dopo, come attestato dall'epigrafe D.O.M. - B.M. - ET DIVO GEORGIO MARTIRI - COMUNITAS COMANI DICAVIT - A.D. MDCCXLVII, che si staglia al centro del frontone spezzato del portale d'ingresso.
Nel 1920 un violento terremoto colpì la zona di Comano, danneggiando profondamente la volta a botte sulla navata della parrocchiale; tre anni dopo fu realizzata la nuova copertura piana a cassettoni. Nel 1960 la chiesa fu sottoposta a lavori di ristrutturazione, che interessarono il tetto e gli interni; nel 1974 il presbiterio fu adeguato ai canoni della riforma liturgica attuata dopo il Concilio Vaticano II.

## Descrizione

### Esterno
La facciata a capanna della chiesa, rivolta a settentrione, presenta centralmente il portale d'ingresso in arenaria e sopra una finestra ed è scandita da due paraste sorreggenti il timpano triangolare, privo della cornice inferiore.
Annesso alla parrocchiale è il campanile a base quadrata, la cui cella presenta su ogni lato una monofora ed è coronata dalla guglia piramidale. Ospita al suo interno tre campane in Lab3 minore elettrificate a battaglio cadente. La grossa e la piccola sono state fuse dalla fonderia Capanni di Castelnovo ne' Monti (RE).

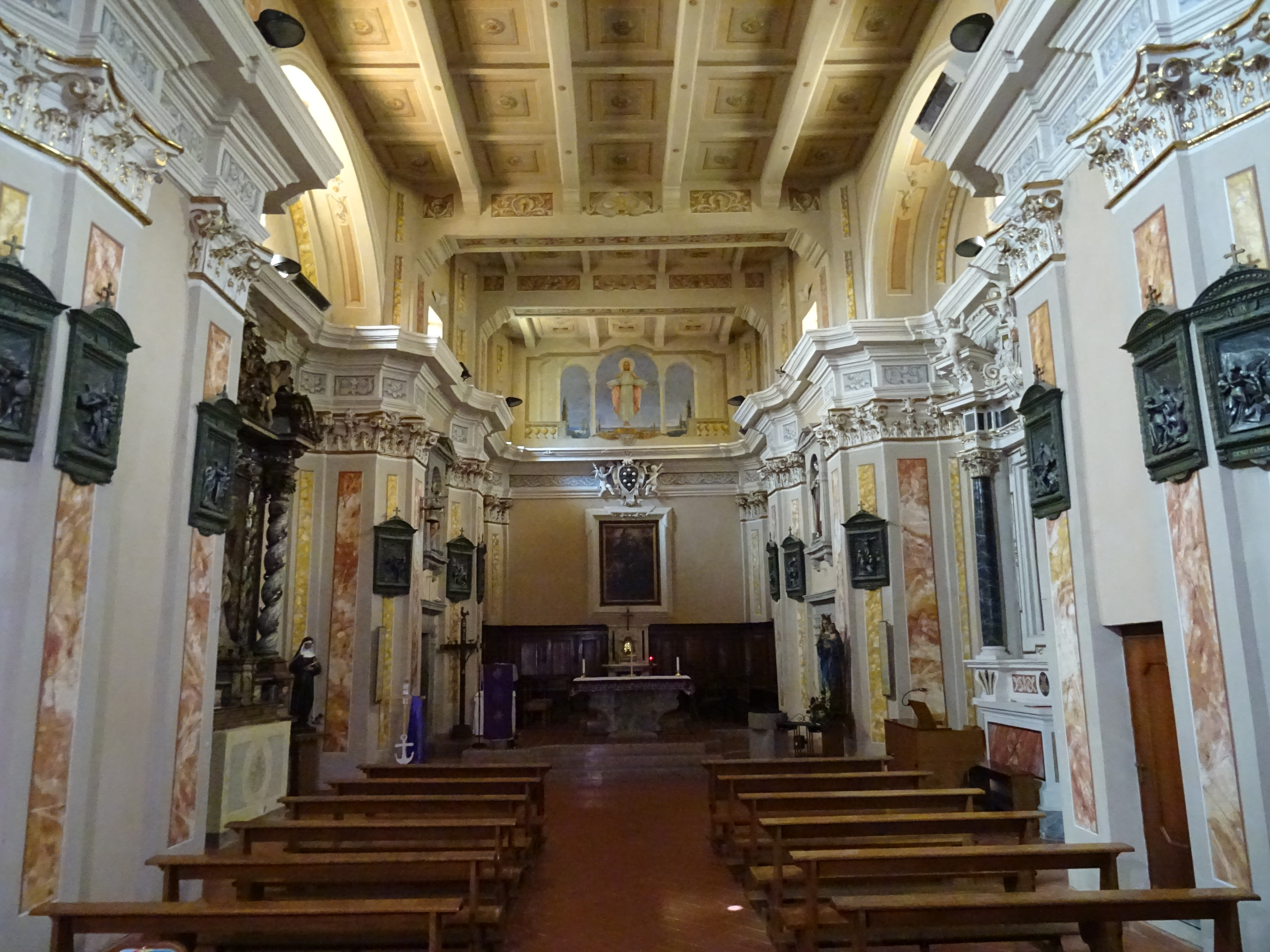
Interno

### Interno
L'interno dell'edificio si compone di un'unica navata coperta da volta cassettonata, sulla quale si affacciano le cappelle laterali e le cui pareti sono scandite da paraste corinzie; al termine dell'aula si sviluppa il presbiterio di forma quadrata, rialzato di tre gradini e ospitante l'altare.
L'opera di maggior pregio qui conservata è un dipinto avente come soggetto la Vergine con San Giorgio.